# Syrnica (obwód Chaskowo)
Syrnica (bułg. Сърница) – wieś w południowej Bułgarii, w obwodzie Chaskowo, w gminie Minerałni bani.